# Moriorská genocida

Rekonstrukce moriorské vlajky

Moriorská genocida je označení pro masové vyvražďování a zotročování Moriorů, příslušníků polynéského národa žijících na Chathamských ostrovech, maorskými kmeny Ngāti Mutunga a Ngāti Tama v letech 1835–1863. Z původních 1 700 Moriorů bylo 300 zavražděno a zbytek byl zotročen. V roce 1862 populace Moriorů čítala pouze 101 lidí a v roce 1933 zemřel poslední čistokrevný Morior.

## Historie

### Moriorové
Moriorové jsou původními obyvateli Chathamova ostrova (moriorsky Rēkohu) a Pittova ostrova (moriorsky Rangihaute), dvou největších Chathamských ostrovů, nacházejících se 767 kilometrů jihovýchodně od novozélandského Severního ostrova. Moriorové mají stejné polynéské předky jako Maorové, původní obyvatelé velkých ostrovů Nového Zélandu. Moriorové na Chathamské ostrovy připluli kolem roku 1500 n. l. z východní Polynésie a Nového Zélandu, a po následující čtyři staletí zde žili izolováni od ostatních národů a vyvíjeli si svou vlastní kulturu. Živili se jako lovci a sběrači (lovili především mořské živočichy a ptactvo), byli silně nábožensky založení a řídili se Nunukovým zákonem, který jim zakazoval válčení, kanibalismus a vraždění. Jejich populace nedosahovala vyššího počtu než 2 000 lidí. Ti byli rozděleni do devíti kmenů: Hamata, Wheteina, Eitara, Etiao, Harua, Makao, Matanga, Poutama a Rauru.
V listopadu roku 1791 na Rēkohu zabloudila britská loď Chatham (podle ní tento ostrov získal svůj anglický název). Po jejím příjezdu byl z důvodu nedorozumění s posádkou lodi zastřelen jeden moriorský muž, když bránil své rybářské sítě. Moriorové věřili, že za jeho smrt byli částečně odpovědní, a do budoucna vymysleli rituál pro vítání návštěvníků. Někteří z nově příchozích se zde usadili a žili po boku Moriorů.
Od počátku 19. století Chathamské ostrovy často navštěvovali lodě lovců velryb a tuleňů. Ti sem s sebou přivezli různé nemoci, proti kterým Moriorové neměli imunitu. Někteří členové posádky byli Maorové. Díky nim se postupně k Maorům žijícím na hlavních ostrovech Nového Zélandu doneslo, že jsou Moriorové mírumilovní a návštěvníkům Chathamských ostrovů poskytují přístřeší a pohoštění.

### Ngāti Mutunga a Ngāti Tama

Maorská vlajka

Nový Zéland začal být hromadně osídlován ve 14. století. Maorové ostrovy osídlovali od pobřeží dále do vnitrozemí. Nárůst populace a rozšíření po celém území ostrova vyústilo ve vytváření kmenů. Kmeny zpočátku žily v míru, nedostatek půdy a potravy ale vedl k počátku válečných střetů jednotlivých kmenů. Původně měli Maorové jen zbraně ze dřeva, nanejvýše s kamennými hroty, díky čemuž jejich boje nekončily masakry. S příchodem Evropanů a střelných zbraní se však situace změnila. Koncem osmnáctého století se k Maorům dostaly první muškety, kvůli kterým propukly mušketové války, série až 3 000 bitev a útoků mezi maorskými kmeny.
Kmeny Ngāti Mutunga a Ngāti Tama, původně z území Taranaki (západ Severního ostrova), v mušketových válkách ztratily svá území a dočasně se usadily kolem Wellingtonu.

## Genocida

### Průběh

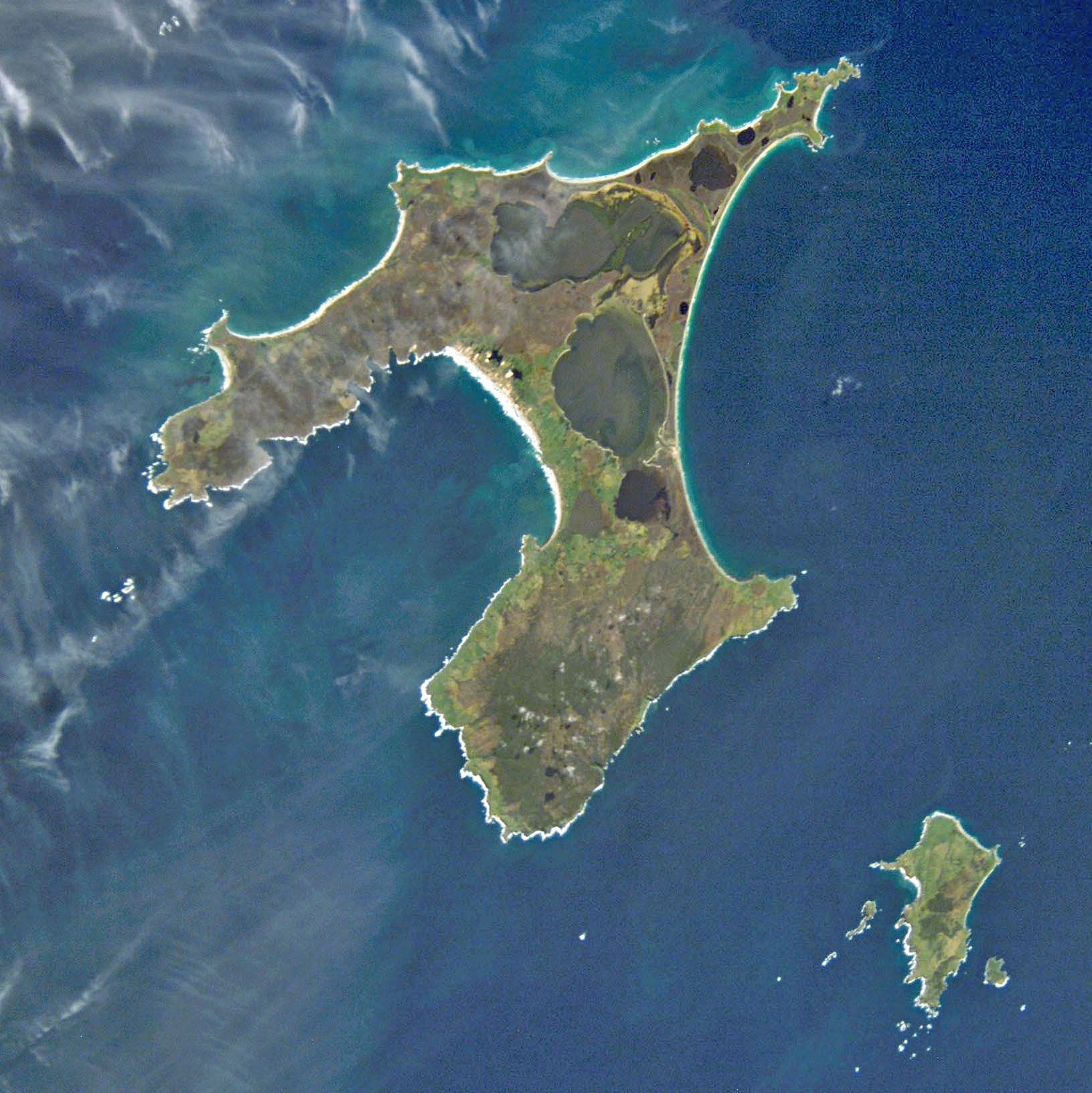
Chathamské ostrovy: Chathamův ostrov (nahoře) a Pittův ostrov (dole).

Dne 19. listopadu 1835 na Chathamské ostrovy doplula Lord Rodney, ukradená evropská loď, na níž bylo 500 maorských mužů, žen a dětí z kmenů Ngāti Mutunga a Ngāti Tama, kteří se sem z vydali Wellingtonu, se záměrem usídlit se zde. O dva týdny později připlula další loď se 400 osadníky. Přivezli si s sebou 78 tun sadbových brambor, 20 prasat, sedm kánoí a různé zbraně. Osadníci nejprve připluli do vesnice Whangaroa, kde o ně začali pečovat místní obyvatelé a pomohli jim zotavit se z plavby. Brzy se však postupně začali rozprostírat po ostrově a zabírat území. Při tom začali vraždit Moriory, kteří s tím nesouhlasili a snažili se chránit si své území.
V reakci na to se shromáždilo kolem tisíce Moriorů, aby diskutovali, jak mají na invazi reagovat, především vzhledem k Nunukovu zákonu, který jim zakazoval vraždit či válčit. Mladší argumentovali, že Nunukův zákon má Moriory chránit od sebe navzájem, na cizince se však nevztahuje, a chtěli proti osadníkům bojovat. Starší náčelníci ale nesouhlasili, přičemž Nunukův zákon považovali za nejvyšší autoritu. Moriorové se tedy rozhodli proti okupantům z maorských kmenů nebojovat. Krátce poté osadníci začali moriorské obyvatele masově vraždit. Dohromady bylo zabito asi 300 lidí (minimálně 220 žen a mužů a několik desítek dětí). Zbytek Moriorů bylo zotročeno a odloučeno od svých rodin a bylo jim zakázáno uzavírat manželství či mít děti. Postupem času jich mnoho zemřelo na nemoci, přepracování či zoufalství a deprimovanosti.
Podle historika Andrého Bretta nešlo o masové vraždění, ale o systematickou genocidu. Podle něj Maorové vnímali Moriory jako odlišné a podřadné lidi (i když geneticky měli stejný původ) a zabíjeli je na základě jejich příslušenství k moriorským kmenům.
Mezi lety 1835–1863 zemřelo 1 561 Moriorů, přežilo jich pouze 100.

### Jednání s vládou
Moriorové byli na povel rezidentního soudce Chathamských ostrovů v roce 1863 propuštěni z otroctví.
V 50. letech 19. století moriorští náčelníci požádali novozélandského guvernéra, aby Moriory uznal jako původní obyvatele Chathamských ostrovů a aby jim jejich území bylo navráceno. Maorové z kmenů Ngāti Mutunga a Ngāti Tama však zase tvrdili, že území náleží jim. V roce 1870 maorský soud rozhodl, že si maorští okupanti území právem vybojovali, a přidělil jim 97,3% pozemku Chathamských ostrovů, a to i přesto, že v tuto dobu se jich většina již vrátila zpět do Taranaki.

## V moderní době
V roce 1933 zemřel Tame Horomona Rehe (známý také jako Tommy Solomon), o kterém se tvrdí, že byl poslední čistokrevný Morior. Odhaduje se, že v současné době žije 3 000–6 000 lidí moriorského původu.
Moriorská kultura zažila obrození roku 1980, kdy vyšel novozélandský televizní dokument, který vyvrátil mnoho mýtů o Moriorech (například, že jsou jiné rasy než Polynésané, nebo že již žádní Moriorové nežijí). V roce 1986 byla na Chathamově ostrově vztyčena socha Tame Horomona Rehea.
V roce 2001 vznikla organizace Hokotehi Moriori Trust, která hledá nápravy za dávné křivdy a snaží se oživit jazyk, zvyky a tradice moriorských předků. Jejím cílem je také budovat vstříc udržitelné ekonomické budoucnosti Chathamských ostrovů a šířit po světě poselství tolerance a míru.